# Dliê Yang
Dliê Yang là một xã thuộc huyện Ea H'leo, tỉnh Đắk Lắk, Việt Nam.
Xã Dliê Yang có vị trí địa lý:
- Phía bắc giáp xã Ea Ral và Ea Sol
- Phía nam giáp xã Ea Nam và huyện Krông Năng
- Phía đông giáp xã Ea Sol và Ea Hiao
- Phía tây giáp xã Ea Ral, Ea Khal và thị trấn Ea Drăng.

Xã Dliê Yang có diện tích 81,36 km², dân số năm 1999 là 6.897 người, mật độ dân số đạt 85 người/km².
Đây là xã nông thôn mới đầu tiên và là địa điểm xuất hiện trang trại điện gió thu hút khách tham quan đầu tiên huyện Ea H'leo.
Năm 2020, trang trại điện gió xã Dliê Yang gồm 12 trụ turbins điện gió cao 93 m nay đã đi vào hoạt.